# 下鮑多
下鮑多是哥倫比亞的城鎮，位於該國西部，由喬科省負責管轄，距離首府基布多198公里，始建於1821年3月8日，面積5,016平方公里，處於海拔水平面，2005年人口15,919。
4°56′N 77°23′W / 4.933°N 77.383°W